# Ernst Vettori
Ernst Vettori (Hall in Tirol, 25 juni 1964) is een voormalig Oostenrijks schansspringer. 

## Carrière
Vettori won zowel in het seizoen 1985-1986 als een jaar later het eindklassement van de Vierschansentoernooi, bij zijn tweede overwinning won Vettori geen wedstrijd. In beiden seizoen eindigde Vettori als tweede in de strijd om de wereldbeker. Vettori won in 1991 de wereldtitel in de landenwedstrijd. Een jaar behaalde Vettori zijn grootste triomf met het winnen van olympisch goud van de kleine schans, tijdens dezelfde spelen won hij de zilveren medaille in de landenwedstrijd. In 1994 beëindigde Vettori zijn carrière.

## Belangrijkste resultaten

### Olympische Winterspelen
| Editie | Plaats      | Resultaten                                            |
| ------ | ----------- | ----------------------------------------------------- |
| 1984   | Sarajevo    | 36e kleine schans 24e grote schans                    |
| 1988   | Calgary     | 24e kleine schans 28e grote schans 5e landenwedstrijd |
| 1992   | Albertville | kleine schans · 15e grote schans · landenwedstrijd    |

### Wereldkampioenschappen schansspringen
| Jaar | Plaats           | Resultaten                                            |
| ---- | ---------------- | ----------------------------------------------------- |
| 1982 | Oslo             | 24e kleine schans                                     |
| 1984 | Engelberg        | 4e landenwedstrijd                                    |
| 1985 | Seefeld in Tirol | 5e kleine schans · 5e grote schans · landenwedstrijd  |
| 1987 | Oberstdorf       | 1e kleine schans · grote schans · landenwedstrijd     |
| 1989 | Lathi            | 41e kleine schans 14e grote schans 6e landenwedstrijd |
| 1991 | Val di Fiemme    | 10e kleine schans · 8e grote schans · landenwedstrijd |
| 1993 | Falun            | 11e kleine schans · landenwedstrijd                   |

### Wereldkampioenschappen skivliegen
| Jaar | Plaats    | Resultaten                |
| ---- | --------- | ------------------------- |
| 1990 | Vikersund | 17e individuele wedstrijd |

### Klassementen
| Seizoen   | Algm   | 4S   |
| --------- | ------ | ---- |
| 1980/1981 | 26e    | –    |
| 1981/1982 | 24e    | –    |
| 1982/1983 | 13e    | -    |
| 1983/1984 | 19e    | -    |
| 1984/1985 | Brons  | 4e   |
| 1985/1986 | Zilver | Goud |
| 1986/1987 | Zilver | Goud |
| 1987/1988 | 5e     |      |
| 1988/1989 | 8e     | 7e   |
| 1989/1990 | Zilver | 4e   |
| 1990/1991 | 9e     | 4e   |
| 1991/1992 | 4e     | –    |
| 1992/1993 | 23e    | 14e  |
| 1993/1994 | 39e    | -    |